# Matías Nani
Matías Germán Nani (Pozo del Molle, 26 marzo 1998) è un calciatore argentino, difensore dell'Al-Gharafa in prestito dall'Al-Shamal.

## Caratteristiche tecniche
È un difensore centrale.

## Carriera
È cresciuto nelle giovanili del Lanús. Nel gennaio del 2017 è stato acquistato dalla Roma, che lo ha aggregato alla formazione Primavera.
Ad agosto del 2017 è stato ceduto in prestito al Temperley, con cui ha debuttato fra i professionisti il 28 agosto seguente in occasione del match perso 1-0 contro il River Plate.
Nella stagione 2018-2019 si ritrova ancora a giocare nella prima divisione argentina, stavolta per il Belgrano.
Per la stagione 2019-2020 viene ceduto in prestito al Central Córdoba (SdE).

## Statistiche

### Presenze e reti nei club
Statistiche aggiornate al 19 gennaio 2020.
| Stagione        | Squadra               | Campionato      | Campionato | Campionato | Coppe nazionali | Coppe nazionali | Coppe nazionali | Coppe continentali | Coppe continentali | Coppe continentali | Altre coppe | Altre coppe | Altre coppe | Totale | Totale | Totale |
| Stagione        | Squadra               | Comp            | Pres       | Reti       | Comp            | Pres            | Reti            | Comp               | Pres               | Reti               | Comp        | Pres        | Reti        | Pres   | Reti   |        |
| --------------- | --------------------- | --------------- | ---------- | ---------- | --------------- | --------------- | --------------- | ------------------ | ------------------ | ------------------ | ----------- | ----------- | ----------- | ------ | ------ | ------ |
| 2017-2018       | Temperley             | PD              | 15         | 0          | CA              | 0               | 0               | -                  | -                  | -                  | -           | -           | -           | 15     | 0      |        |
| 2018-2019       | Belgrano              | PD              | 9          | 0          | CA              | 0               | 0               | -                  | -                  | -                  | -           | -           | -           | 9      | 0      |        |
| 2019-2020       | Central Córdoba (SdE) | PD              | 19         | 0          | CA+CS           | 3+1             | 0+1             | -                  | -                  | -                  | -           | -           | -           | 23     | 1      |        |
| Totale carriera | Totale carriera       | Totale carriera | 43         | 0          |                 | 4               | 1               |                    | -                  | -                  |             | -           | -           | 47     | 1      |        |